# Репортаж з весілля
«Репортаж 3: Зародження» (ісп. «[● REC]³: Génesis») - іспанський фільм жахів з елементами псевдодокументалістики і драми. Прем'єра фільму в світовому прокаті відбулася 30 березня 2012.

## Зміст
Така знаменна подія як весілля перетворюється на справжнє пекло і герої змушені не радіти і святкувати, а рятувати свої життя, в той самий момент, коли на заході відбувається щось жахливе - гості починають пожирати одне одного, передаючи заразу, немов вірус сказу, при укусі.

## В ролях
| Актор                          | Роль              |
| ------------------------------ | ----------------- |
| Летісія Долера                 | Клара             |
| Дієго Мартін                   | Колдо             |
| Карла Ніето                    | Ребекка Вінас     |
| Алекс Моннеро                  | Адріан            |
| Клер Басчет                    | Наталі            |
| Мірейя Рос                     | Менчу             |
| Ісмаель Мартінес               | Рафа              |
| Ана Ізабель Веласкес           | Уенді             |
| Еміліо Менчета                 | Віктор            |
| Ллопіс Блаі                    | Куікуін           |
| Іціяр Кастро                   | Палома            |
| Альберто севільяна де-лос-Ріос | Кіко              |
| Луїс Мігель Луенго             | Крістіан          |
| Фернандо Гильен                | Хавіто            |
| Хав'єр Ботет                   | Трістана Медейруш |

## Релізи
Прем'єра в Іспанії - 30 березня 2012 року. В Франції, Бельгії і Індонезії фільм був запущений в прокат 4 квітня, в Мексиці - 13 квітня
| Європа               |           |
| 30 березня 2012 року | Іспанія   |
| 4 квітня 2012 року   | Франція   |
| 4 квітня 2012 року   | Бельгія   |
| 4 квітня 2012 року   | Індонезія |
| 18 квітня 2013 року  | Росія     |
| Північна Америка     |           |
| 13 квітня 2012 року  | Мексика   |
| 13 квітня 2012 року  | США       |
| Південна Америка     |           |
| 13 квітня 2012 року  | Аргентина |
| Азія                 |           |
| 28 квітня 2012 року  | Японія    |

## Цікаві факти
- Зйомки фільму почалися 8 квітня 2011 і закінчилися 20 травня того ж року. Зйомки проходили в Барселоні протягом шести тижнів;
- На відміну від перших двох частин, фільм знятий стандартним чином і не відноситься до жанру псевдодокументального кіно, хоча в ньому і присутні сцени, зняті на аматорську камеру кількома гостями;
- Третя частина саги продана і запущена в широкий кінопрокат більш ніж у двадцять країн, таких як США, Франція, Велика Британія, Німеччина, Португалія, Греція, Бразилія, Мексика, Аргентина, країни Близького Сходу, Японія, Австралія і Нова Зеландія
- В середині фільму на телевізорі показані події попередніх фільмів "Репортаж", тому що вони відбуваються в один і той же час;

## Знімальна група
- Режисер — Пако Пласа
- Сценарист — Луісо Бердейо, Давид Гальярт, Пако Пласа
- Продюсер — Карлос Фернандес, Альберто Маріні, Жауме Балагуеро
- Композитор — Мікель Салас